# Вишняков, Альберт Александрович
Альберт Александрович Вишняков (30 декабря 1983, Альметьевск, СССР) — российский хоккеист, нападающий, воспитанник  хоккейного клуба  «Нефтяник» из родного города. Привлекался на международные турниры юниорских и молодёжных сборных. Тренер хоккейного клуба «Ак Буре».

## Статистика выступлений
По состоянию на 4 декабря 2013 года
```
                                            --- Регулярный сезон---  ---- Плей-офф ----

Сезон    Команда                      Лига     И   Г   ГП   О   Штр    И   Г   ГП О Штр
--------------------------------------------------------------------------------------
2000-01  Нефтяник (Альметьевск)       ВЛ     18   0    0   0    2     -   -   -  -  -
2001-02  Торпедо (Нижний Новгород)    СЛ      6   1    0   1    0     -   -   -  -  -
         АК Барск (Казань)            СЛ     10   0    1   1    2     -   -   -  -  -
2002-03  АК Барск (Казань)            СЛ     47   7    6   13  47     5   1   0  1  0
2003-04  АК Барск (Казань)            СЛ     10   1    1   2    8     -   -   -  -  -
         Нефтехимик (Нижнекамск)      СЛ     10   2    3   5   10     -   -   -  -  -
2004-05  Динамо (Москва)              СЛ     28   1    2   3   10     -   -   -  -  -
2005-06  Динамо (Москва)              СЛ     48   9    3   12  78     3   0   0  0  0
2006-07  Динамо (Москва)              СЛ     33   9    6   15  36     1   0   0  0  0
         Динамо-2 (Москва)            ПЛ      2   3    2   5   14     -   -   -  -  -
2007-08  Спартак (Москва)             СЛ      8   2    0   2   14     -   -   -  -  -
         Спартак-2 (Москва)           ПЛ     17   8    8   16  30     -   -   -  -  -
         Металлург (Новокузнецк)      СЛ     19   1    7   8   12     -   -   -  -  -
2008-09  Металлург (Новокузнецк)      КХЛ    50   6    9   15  28     -   -   -  -  -
2009-10  Металлург (Новокузнецк)      КХЛ    52   11   9   20  42     -   -   -  -  -
2010-11  Металлург (Новокузнецк)      КХЛ     6   0    1   1    2     -   -   -  -  -
         Нефтехимик (Нижнекамск       КХЛ     9   0    0   0    8     -   -   -  -  -
         Молот-Прикамье (Пермь)       ВХЛ    10   1    3   4   26     -   -   -  -  -
2011-12  Нефтяник (Альметьевск)       ВХЛ    28   4    9   13  57     -   -   -  -  -
         Ариада (Волжск)              ВХЛ    16   4    6   10  36     5   0   3  3  6
2012-13  Ариада (Волжск)              ВХЛ    26   2    11  13  24     -   -   -  -  -
         Нефтяник (Альметьевск)       ВХЛ     2   0    0   0    0     -   -   -  -  -
2013-14  ХК Астана (Астана)           ОЧРК   26   7    6   13  30     -   -   -  -  -
-------------------------------------------------------------------------------------- 

```

## Достижения
Чемпион России сезона 2004/2005, в составе московского «Динамо».